# Andrzej Baraniecki
Andrzej Zbigniew Baraniecki (ur. 11 czerwca 1934 w Kaliszu, zm. w marcu 2003) – polski polityk, nauczyciel akademicki, poseł na Sejm I kadencji.

## Życiorys
Ukończył w 1961 studia na Wydziale Rolniczym Akademii Rolniczej w Poznaniu, uzyskał następnie stopień doktora nauk rolniczych. Pracował jako wykładowca akademicki. W latach 1991–1993 sprawował mandat posła I kadencji, wybranego z listy Sojuszu Lewicy Demokratycznej w okręgu poznańskim. Bez powodzenia kandydował następnie w wyborach w 1993, 1997 i 2001. Od 1994 do 2002 zasiadał w poznańskiej radzie miasta.
Pochowany na cmentarzu Miłostowo w Poznaniu.

## Wyniki wyborcze do Sejmu
| Wybory | Komitet wyborczy | Komitet wyborczy                          | Organ             | Okręg | Wynik |
| ------ | ---------------- | ----------------------------------------- | ----------------- | ----- | ----- |
| 1991   |                  | Sojusz Lewicy Demokratycznej              | Sejm I kadencji   | nr 18 | 7159  |
| 1993   |                  | Sojusz Lewicy Demokratycznej              | Sejm II kadencji  | nr 35 | 6166  |
| 1997   |                  | Sojusz Lewicy Demokratycznej              | Sejm III kadencji | nr 35 | 1965  |
| 2001   |                  | Sojusz Lewicy Demokratycznej – Unia Pracy | Sejm IV kadencji  | nr 39 | 1142  |